# Abraxas nephodes
Abraxas nephodes är en fjärilsart som beskrevs av Eugen Wehrli 1939. Abraxas nephodes ingår i släktet Abraxas och familjen mätare. Inga underarter finns listade i Catalogue of Life.